# Listă de pictori bulgari
Aceasta este o listă de pictori bulgari.

## A
- Nikola Avramov

## B
- Zlatju Bojadžijev
- Ilija Beškov

## D
- Vladimir Dimitrov - Maistora

## M
- Nikola Marinov
- Ivan Milev
- Anton Mitov

## O
- Bencho Obreshkov

## P
- George Papazov
- Pascin

## S
- Sirak Skitnik

## U
- Dečko Uzunov